# Vil·la Montserrat
La Vil·la Montserrat és una obra de Vilanova i la Geltrú (Garraf) protegida com a Bé Cultural d'Interès Local.

## Descripció
Es tracta d'un edifici unifamiliar aïllat amb jardí al voltant.
L'immoble és de la planta és sensiblement rectangular i es compon de planta baixa i una planta pis sota cobertes inclinades de teula plana de les que sobresurt una torratxa -mirador de planta quadrada i coberta de pavelló. El cos davanter és de planta baixa amb terrassa i pèrgola superior. El soterrani va ser construït posteriorment i es fa servir com a garatge.
Les parets són de paredat comú i totxo. Els forjats són de bigues de ferro i revoltó de rajola i de bigues de formigó i revoltó ceràmic.
Hi ha obertures amb llinda i altres d'arc apuntat. Presència d'ornamentació amb aplacats de ceràmica vidriada i trencadís. Trobem totxo vist en arcs, pilars, capcers, mènsules, ampits i llindes. A la torratxa hi ha un important ràfec sustentat per mènsules. La coberta és de teula plana en part vidriada que forma un dibuix.